# 達蘭扎德嘎德市

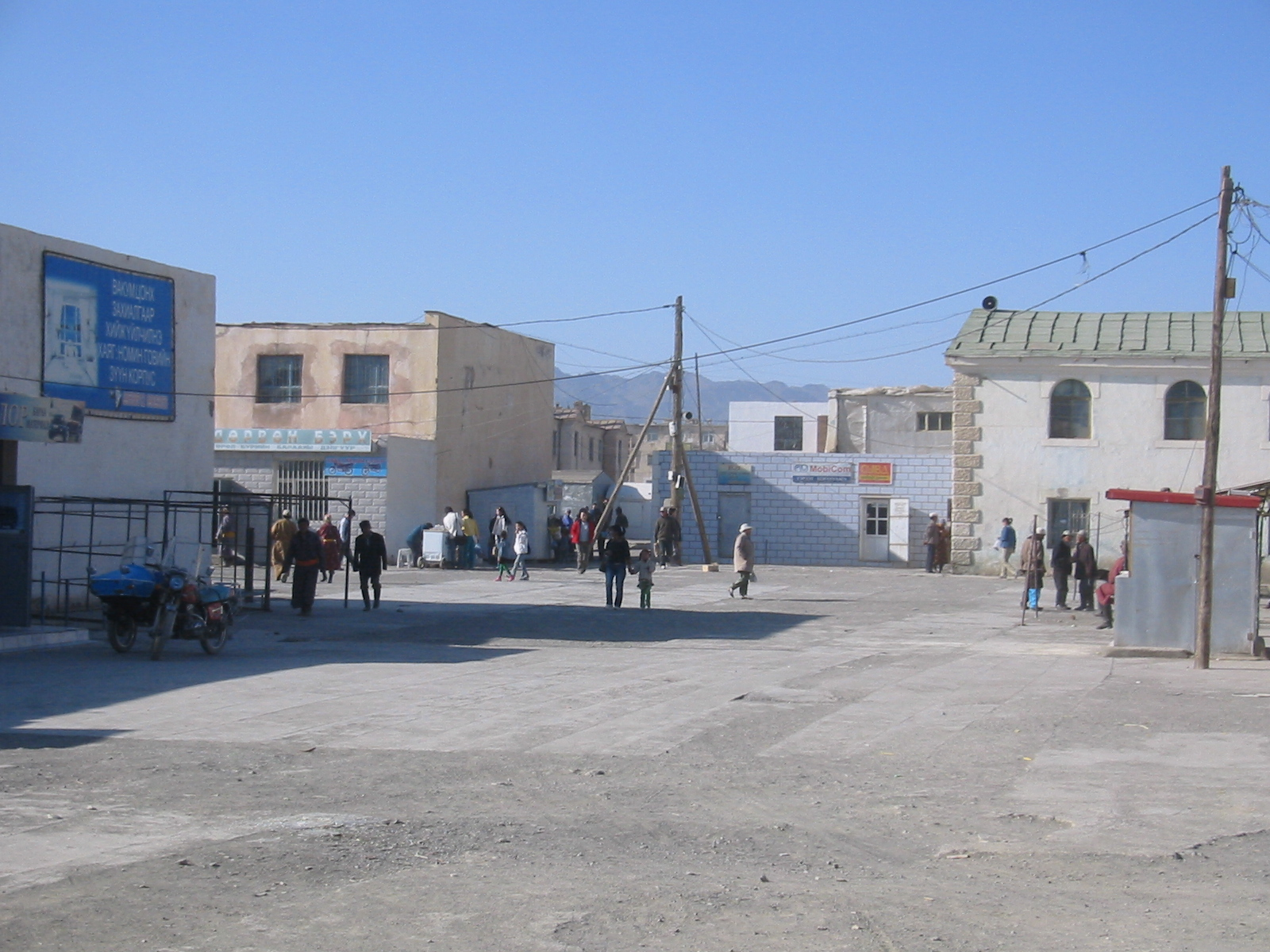

達蘭扎德嘎德（ᠳᠠᠯᠠᠨᠵᠠᠳᠠᠭᠠᠳ）是蒙古的城市，位於該國南部，也是南戈壁省的首府，距離首都烏蘭巴托540公里，海拔高度1,470米，由於受沙漠氣候影響，每年平均降雨量126毫米，2022年末常住人口为29,645。

## 交通
- 達蘭扎德嘎德機場

## 外部連結
- An extended Market Research on Dalanzadgad

43°34′12″N 104°25′33″E / 43.57000°N 104.42583°E
1. ↑  . 1212.mn.   [2023-05-24]. （原始内容存档于2023-05-24）.